# Runemagick
Runemagick – szwedzka grupa death doom metalowa inspirowana przez takie zespoły jak: Bathory, Tiamat, Celtic Frost, Nihilist/Entombed, i Candlemass. 
Zaczynali jako zespół czysto deathmetalowy, później stając się coraz bardziej doom metalowi.
Zespół został założony przez Nicklasa "Terror" Rudolfssona i nosił nazwę Desiderius, lecz szybko została zmieniona na Runemagic. Początkowo jedynym członkiem zespołu był Rudolfsson, ale potem dołączył do niego Robert "Reaper" Pehrsson. Po kilku demach w 1993 zawiesili działalność i w roku 1997 Rudolfsson reaktywował zespół z Fredrikem Johnssonem na gitarze i Peterem Palmdahlem na basie. Dodali także na końcu nazwy literę 'k'. Próbne demo z Nicklasem na perkusji zostało nagrane i wysłane do Century Media Records, co spowodowało podpisanie kontraktu na 3 płyty.
W 2000 roku, po wielu zmianach personalnych, wystąpili z Century Media Records by w końcu dołączyć do norweskiej wytwórni Aftermath Music.

## Obecny skład
- Nicklas "Terror" Rudolfsson – śpiew, gitara
- Emma Karlsson – bas
- Daniel Moilanen – perkusja

### Byli członkowie
- Robert "Reaper" Pehrsson – śpiew, gitara
- Johan Norman – gitara (muzyk sesyjny)
- Alex Losbäck – bas (muzyk sesyjny)
- Fredrik Johnsson – gitara
- Peter Palmdahl – bas
- Tomas Eriksson – gitara
- Jonas Blom – perkusja

## Dyskografia
- Fullmoon Sodomy (Demo, 1992)
- The Supreme Force of Eternity (1998)
- Enter the Realm of Death (1998)
- Resurrection in Blood (1999)
- Dark Live Magick (Live, 2001)
- Ancient Incantations (Demo material 7", 2001)
- Requiem of the Apocalypse (2002)
- Moon of the Chaos Eclipse (2002)
- Doomed (Split with Lord Belial), 2002)
- Darkness Death Doom (2003)
- Darkness Death Doom / Pentagram  (2CD, 2003)
- On Funeral Wings (2004)
- Envenom (2005)
- Black Magick Sorceress (EP, 2005)
- Invocation of Magick (2006)
- Dawn of the End (2007)